# Fortissima Fungus
A Fortissima Fungus egy gombaismereti platform, ami széleskörűen szolgáltat információkat a gombák iránt érdeklődő embereknek. A weboldal 2023. március 31-én indult, de gyorsan nagy népszerűségre tett szert mind gombász közösség, mind pedig a média körében. A platformot Dr. Borostyán Tímea gombaszakellenőr és Békefi Tibor IT/Marketing szakember hozta létre.
Az alapítók célja a platformmal a tudásátadás, edukáció, és erre az alapra egy közösség létrehozása.

## Funkciók
A Fortissima Fungus több funkcióval is támogatja a gombák iránt érdeklődő látogatókat.

### Online gombahatározó
A gombaadatbázis fő erejét az adja, hogy az egyes gombák közel 40 határozóbélyeg és tulajdonság alapján vannak rendszerezve. Ezek segítségével egyesével, vagy kombináltan is szűrhető az adatbázisban lévő gombák listája. Néhány példa:
- Lehet szűrni az adott hónapban termő gombákra
- lehet szűrni ehető, vagy épp mérgező gombákra
- ki lehet listázni a lemezes termőrétegű gombákat
- ki lehet listázni a fenyvesekben élő gombákat

A fentiek kombinációja is használható, így ha valaki nyáron megy meszes talajú tölgyes erdőbe, akkor pár kattintással megnézheti, hogy várhatóan milyen gombákkal találkozhat. De természetesen akkor is hasznos eszköz tud lenni, ha valaki a megtalált gombát próbálja meg beazonosítani, hiszen a főbb határozóbélyegeket beállítva már egy szűkített listát talál a felhasználó.

## Térképes gombaszakellenőr kereső
A gombamérgezéses esetek visszaszorítása egy fontos cél. A Fortissima Fungus erre is kínál egy felhasználóbarát megoldást, a térképes szakellenőr keresőt.
A térképen böngészve megtekinthető, hogy a több, mint 600, engedéllyel rendelkező szakellenőr hol érhető el, de listázható a tartózkodási helyünk környékén elérhető szakemberek listája is. A szakellenőrök egyből hívhatóak is.
A fejlesztés megjelenését követően gyors elismerésre tett szert a szakellenőrök, a felhasználók, és a sajtó körében is.